# Binnenalster
El Binnenalster o Lago Interior del Alster es uno de los dos lagos artificiales situados en la ciudad de Hamburgo, Alemania, formados por el río Alster (el otro es el Außenalster). El principal festival anual es el Alstervergnügen. Tiene una superficie de 0,2 km².

## Historia

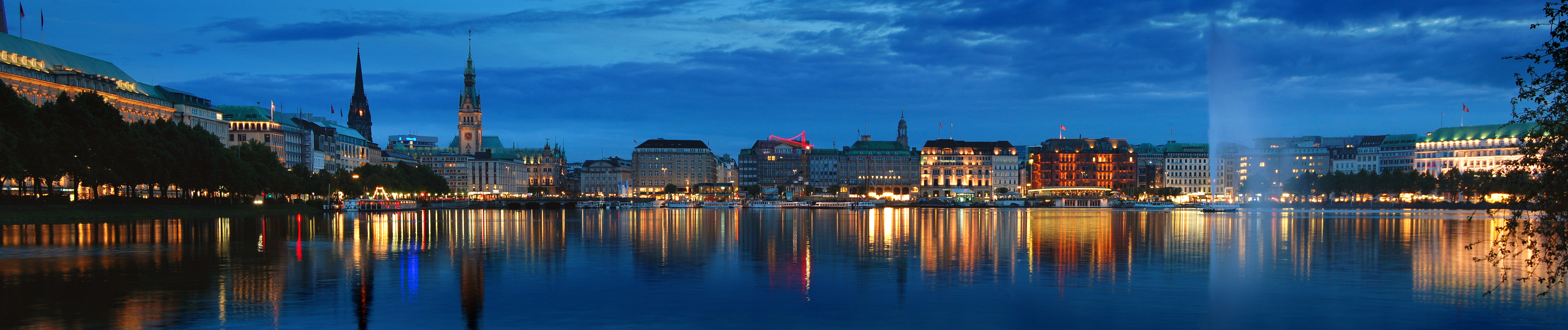
Hamburgo por la noche

La palabra "interior" se refiere a las antiguas murallas de Hamburgo. El Binnenalster era la parte del lago que estaba "dentro" de las murallas. El lago se creó originalmente para servir como embalse para un molino. En la actualidad ya no existen las antiguas murallas, y en su lugar dos puentes para coches y trenes, el Lombardbrücke y el Kennedybrücke, cruzan el río.

## Alstervergnügen
El Alstervergnügen (en español: diversión del Alster) es una feria callejera anual celebrada alrededor del lago. Se celebra el primer fin de semana de septiembre, y ofrece una amplia variedad de puestos de comida, bebida, venta y juegos, así como algunos grupos de rock.